# 第62師団 (日本軍)
第62師団（だいろくじゅうにしだん）は、大日本帝国陸軍の師団の一つ。

## 沿革
1943年5月、独立混成第4旅団と独立混成第6旅団の一部により中華民国（現・中華人民共和国）山西省太原で編成された治安師団である。編成後、第1軍に属し山西省東部の警備に当たった。1944年（昭和19年）3月、大陸打通作戦の京漢作戦に参加した。

1944年8月、第62師団は沖縄に転用され第32軍に属した。1945年（昭和20年）4月のアメリカ軍沖縄上陸に際し、沖縄県中頭郡浦添村（現・浦添市）を中心に前田の戦い、嘉数の戦いなど激戦を続けたが、国吉の丘陵地帯における戦闘を経て同年6月22日、沖縄本島南端の島尻郡摩文仁村（現・糸満市）において師団長・中将藤岡武雄が自決し本師団は終焉した。翌23日には上官の第32軍司令官・大将牛島満も命を絶ち、沖縄に配属された第32軍隷下の全部隊が玉砕するという大日本帝國にとって最悪の結末を迎えた。その後、帝國陸海軍は同年8月15日の終戦の大詔へと進むことになる。

## 師団概要

### 歴代師団長
- 本郷義夫 中将：1943年（昭和18年）6月10日 - 1945年3月1日[1]
- 藤岡武雄 中将：1945年（昭和20年）3月1日 - 1945年6月22日自決[2]

### 参謀長
- 上野貞臣 大佐：1943年（昭和18年）6月10日 - 1945年6月22日自決[3]

### 最終司令部構成
- 参謀長：上野貞臣大佐
  - 参謀：北島之等之中佐
  - 参謀：楠瀬梟師少佐
- 高級副官：原研介中佐
- 軍医部長：福田純軍医中佐

### 最終所属部隊
- 歩兵第63旅団（敦賀）：中島徳太郎中将
  - 独立歩兵第11大隊（敦賀）：三浦日出四郎中佐
  - 独立歩兵第12大隊（敦賀）：賀谷與吉中佐　米軍上陸直後から遊撃戦により戦果をあげた殊勲大隊。
  - 独立歩兵第13大隊（京都）：原宗辰大佐　嘉数高台を守備した主力部隊。現在の嘉数公園には京都の碑が建立されている。
  - 独立歩兵第14大隊（京都）：内山幸雄大尉
- 歩兵第64旅団（京都）：有川主一少将
  - 独立歩兵第15大隊（京都）：飯塚豊三郎少佐　愛媛県で編成された部隊。浦添村伊祖・澤岻の守りにあたった後、本島最南端の喜屋武村（現・糸満市）に退くが米軍に掃討され玉砕。
  - 独立歩兵第21大隊（敦賀）：西林鴻介大佐
  - 独立歩兵第22大隊（敦賀）：磯崎璣大佐
  - 独立歩兵第23大隊（敦賀）：山本重一少佐
- 第62師団通信隊：砂川玄一郎大尉
- 第62師団工兵隊：金木徳三郎少佐
- 第62師団輜重隊：杉本秀義少佐
- 第62師団野戦病院：熊倉寛少佐
- 第62師団病馬廠：小川昌美大尉